# 明石市立高丘中学校
明石市立高丘中学校（あかししりつ たかおかちゅうがっこう）は、兵庫県明石市大久保町高丘にある公立中学校。

## 沿革
- 1975年（昭和50年）- 明石市立高丘中学校創立。
- 2021年（令和3年）4月1日- 明石市立高丘東小学校・明石市立高丘西小学校とともに小中一貫教育を開始[1]

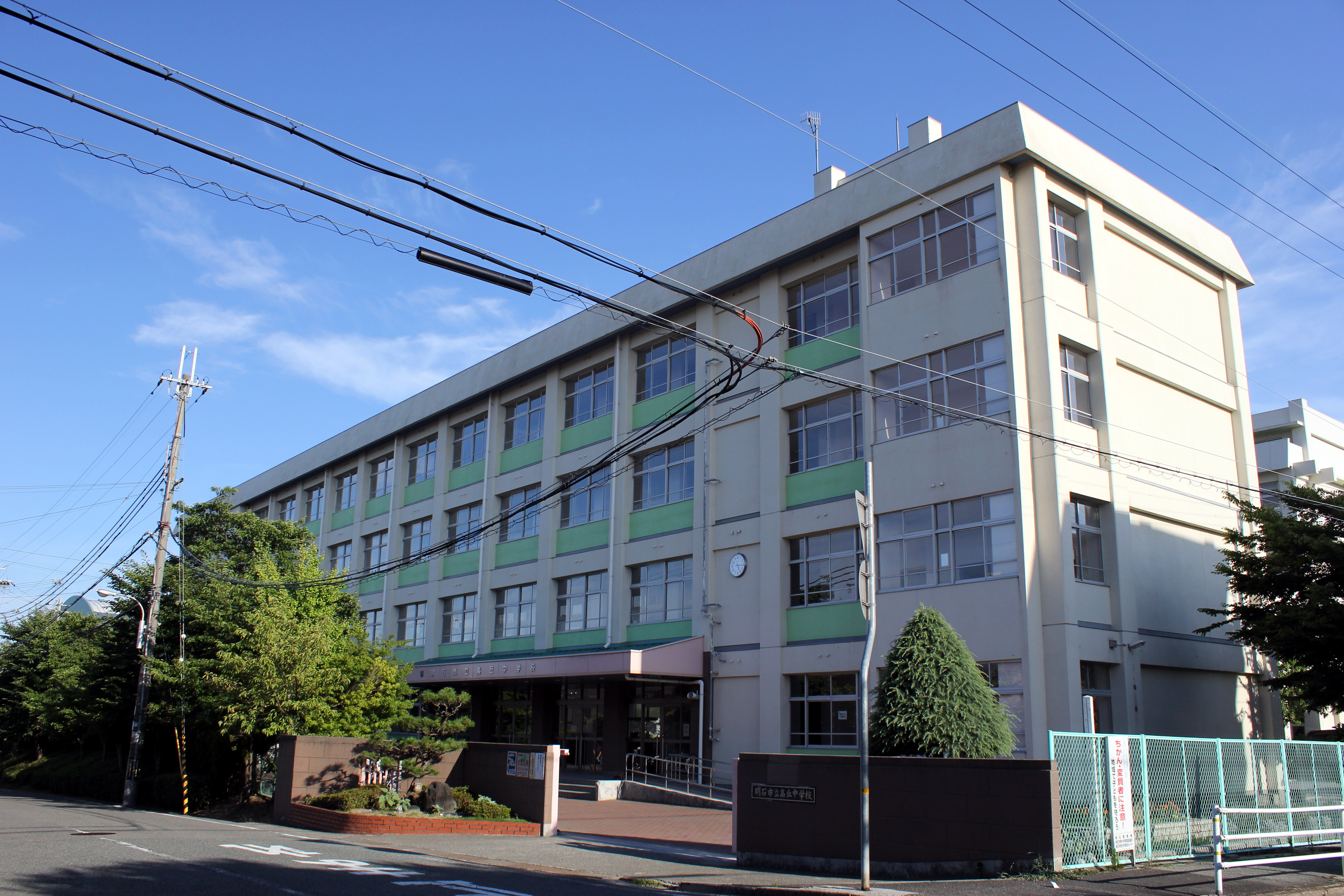
小中一貫教育開始前の校門画像

## 部活動
- サッカー部
- バスケットボール部
- 女子バレーボール部
- 男子ハンドボール部
- 柔道部
- ソフトテニス部
- 吹奏楽部

## 校区
- 明石市立高丘東小学校
- 明石市立高丘西小学校

## 交通アクセス
- 西日本旅客鉄道（JR西日本）山陽本線 大久保駅下車、駅前バス停より
  - 神姫バス2・18・45・47・49系統「高丘4丁目」バス停より150m

## 著名な出身者
- 森敦彦（元Jリーグ選手）
- 川上直子（元女子サッカー選手）
- 小山修加（元女子バレーボール選手）
- 水田祐未（元女子バレーボール選手）